# Викерс-Вибо 121
Викерс 121 (енгл. Vickers Wibault Scout) је ловачки авион дизајниран у Уједињеном Краљевству, током сарадње Викерса са конструктором Мишелом Вибоом. Авион је први пут полетео 1926. године. 

Мања серија је продата у Чиле, где су кориштени све до 1934.
Распон крила авиона је био 11,0 метара, а дужина трупа 7,21 метара. Празан авион је имао масу од 871 килограма. Нормална полетна маса износила је око 1347 килограма. Био је наоружан са два предња митраљеза калибра 7,7 милиметара типа Викерс.

## Наоружање
| Наоружање авиона: Викерс 121   |     |
| Ватрено (стрељачко) наоружање  |     |
| Топ                            |     |
| Митраљез                       |     |
| Број и ознака митраљеза        | 2   |
| Калибар                        | 7,7 |
| Бомбардерско наоружање (бомбе) |     |
| Ракетно наоружање (ракете)     |     |